# Isle of Mull
Isle of Mull är en ö i ögruppen Inre Hebriderna i Storbritannien. Den ligger i kommunen Argyll and Bute och riksdelen Skottland, i den nordvästra delen av landet, 700 km nordväst om huvudstaden London. Den är 875 km² stor, och hade 2 665 invånare år 2001.
Klimatet i området är tempererat. Årsmedeltemperaturen i trakten är 5 °C. Den varmaste månaden är augusti, då medeltemperaturen är 10 °C, och den kallaste är februari, med 0 °C.